# Peter Hohmann

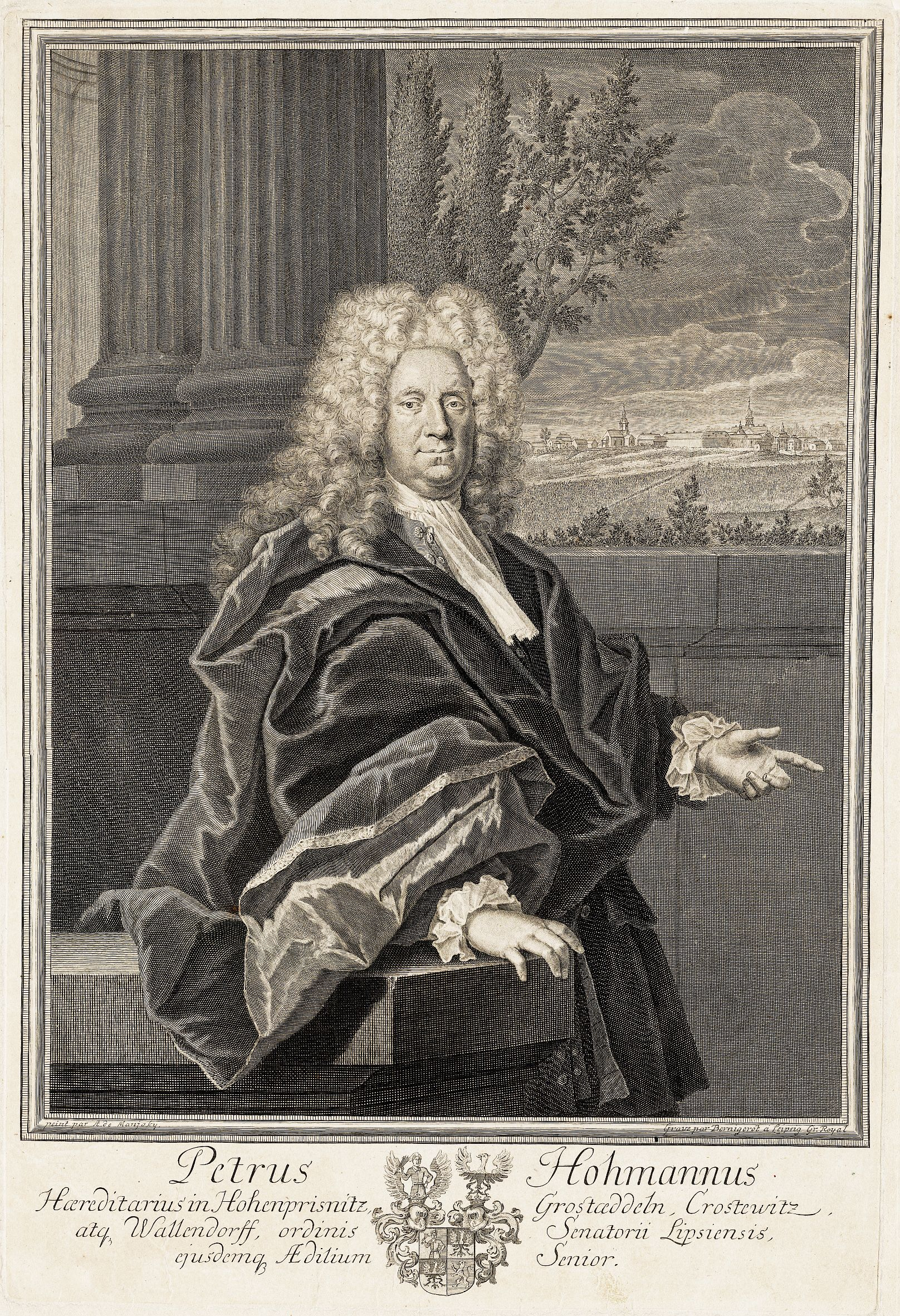
Peter Hohmann um 1710

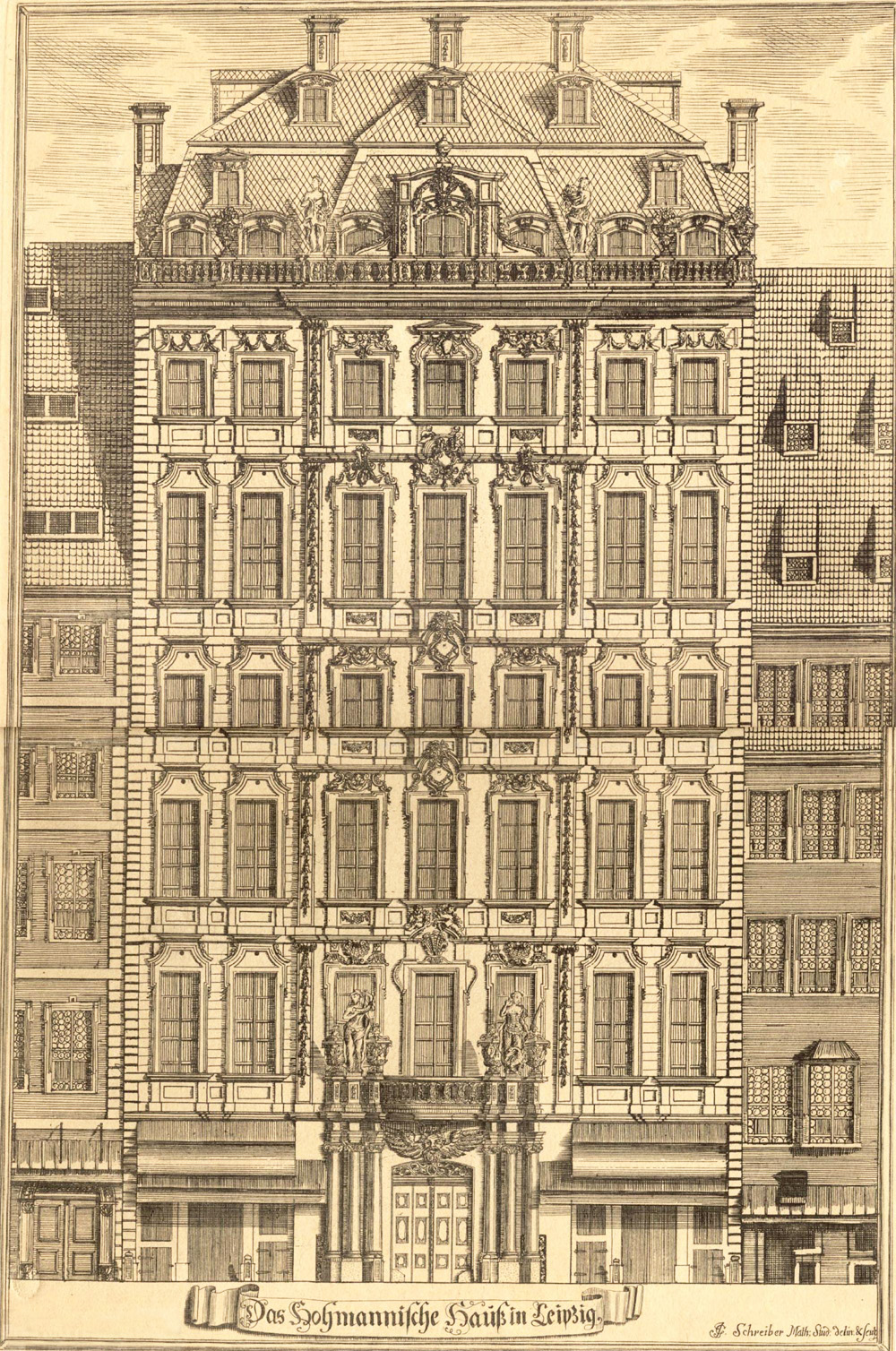
Das Hohmannsche Haus in der Katharinenstraße um 1720

Peter Hohmann (* 26. Juli 1663 in Cönnern; † 2. Januar 1732 in Leipzig) war ein Handels- und Ratsherr in Leipzig. Durch seine Erhebung in den Adelsstand als Edler von Hohenthal wurde er zum Stammvater des Adelsgeschlechts von Hohenthal.

## Leben
Peter Hohmann war der Sohn eines Handwerksmeisters in Könnern. Mit 17 Jahren kam er als Kaufmannslehrling nach Leipzig. Er war Handlungsdiener in einem Handelshaus, das Waren-, Speditions- und Bankgeschäfte betrieb. Nach wenigen Jahren wurde er Teilhaber und bald darauf alleiniger Inhaber. 1694 erwarb er das Bürgerrecht der Stadt Leipzig. Mit seinen Geschäften kam er rasch zu einem großen Vermögen. Zu seinen Kunden zählte die Kaiserliche Armee Karl VI., die er mit Ausrüstung und Lebensmitteln belieferte.
Für seine Verdienste als Kriegslieferant wurde er 1717 in Wien in den Reichsadel und Reichsritterstand mit dem Prädikat „Edler von Hohenthal“ erhoben, machte für sich jedoch keinen Gebrauch davon. Aber er wurde damit zum Ahnherrn derer von Hohenthal.
Ab 1715 war er Leipziger Ratsherr und außerdem Ratsbaumeister. Er ließ sich drei barocke Bürgerhäuser in Leipzig erbauen: eines am Markt, das später Aeckerleins Hof hieß und dessen Grundstück heute in den Gebäudekomplex „Marktgalerie“ einbezogen ist; eines in der Petersstraße, das als Hohmanns Hof noch 1931 im Besitz der Familie von Hohenthal war und auf dessen Grund nach der Zerstörung im Zweiten Weltkrieg das Messehaus Messehof erbaut wurde, und schließlich ein drittes in der Katharinenstraße, wo sich heute das Museum der bildenden Künste befindet. Peter Hohmann hatte aber auch Besitzungen außerhalb Leipzigs. Er kaufte zahlreiche Rittergüter. Darunter waren unter anderem die von Crostewitz, Großdeuben, Großstädteln, Hohenprießnitz,  Wallendorf (Luppe) und Lichte-Wallendorf (ab 1709). Seine Nachfahren erweiterten diesen Besitz noch beträchtlich (z. B. Knauthain, Gut Lauer (jetzt im Cospudener See), Dölkau und Püchau) und zählten damit zu den größten Grundbesitzern Sachsens.
Peter Hohmann war verheiratet mit Gertrud Sabina, geborene Koch. Sie hatten sieben Söhne: Peter (königlich-polnischer und kurfürstlich-sächsischer geheimer Kriegsrat), Johann Friedrich (königlich-polnischer und kurfürstlich-sächsischer Oberhofgerichts-Assessor), Christian Gottlieb, Carl Ludwig, Theodor August, Georg Wilhelm und Heinrich Adolf, geboren 1710, der 1731, kurz vor seines Vaters Tod, in Leipzig als Student der Theologie verstarb. Die einzige Tochter Gertraud Friederike war mit dem Legationsrat, nachmaligen Geheimen Kriegsrat Friedrich August von Kühlewein († 1748) verheiratet. Bis auf den 1731 bereits verstorbenen Bruder wurden sie 1733 bzw. 1736 zu Wien in den Reichsfreiherrenstand mit der Anrede „Wohlgeboren“ erhoben. Der Kreishauptmann Peter von Hohenthal war einer seiner Enkel.
In seinem Testament, sechs Wochen vor seinem Tod mit 68 Jahren errichtet, stiftete Peter Hohmann dem Almosenamt und dem Willigen Almosen (einer ersten planmäßigen Organisation der weltlichen Armenpflege in Leipzig) insgesamt 7.000 Taler.

## Ehrung
Leipzig ehrte seinen ehemaligen Bürger 1898 mit der Benennung der Hohmannstraße im Stadtteil Eutritzsch.